# Aurora Mikalsen
Aurora Watten Mikalsen (Kongsvinger, 1996. március 21. –) norvég női labdarúgó. A Tottenham Hotspur kapusa.

## Pályafutása

### Klubcsapatokban
Szülővárosában kezdett labdarúgó edzésekre járni és a Clausenengen csapatában 16 éves koráig játszott.
Az Arna-Bjørnar 2012-ben vette szárnyai alá, azonban legtöbbször a második csapattal léphetett pályára. Három év elteltével tért vissza a Clausenengenhez, ahol az U19-es bajnokságban vehetett részt.
Az első nagy ugrás karrierjében a Kolbotnhoz igazolásakor következett be. A kék-fehéreknél érkezése után szinte rögtön a kezdőcsapatban találta magát és kiegyensúlyozott teljesítményével négy szezonon keresztül védte klubjának kapuját.
2019 júliusában a Manchester Uniteddel edzőtáborozott Oslóban, melynek eredményeképp szeptember 6-án alá is írt a Vörös Ördögökhöz. A Leicester City elleni kupamérkőzésen léphetett első alkalommal pályára.
A Unitednél lejárt szerződését a kevés lehetőség miatt nem hosszabbította meg és 2020. augusztus 20-án aláírt a Tottenham Hotspur csapatához.

### A válogatottban
Tagja volt a 2018-as és a 2019-es Algarve-kupára nevezett keretnek, azonban harmadik számú kapusként nem kapott lehetőséget egyik tornán sem. A 2019-es rendezvényen aranyérmet szerzett a válogatottal.

## Sikerei

### A válogatottban
Norvégia
- Algarve-kupa győztes: 2019